# Akromesomele Dysplasie
Die Akromesomele Dysplasie (AMD) ist eine Gruppe sehr seltener angeborener Skelettdysplasien mit den Hauptmerkmalen des Kleinwuchses der mittleren („meso“) und distalen („akro“) Gliedmaßen („melie“).
Die Erstbeschreibung stammt aus dem Jahre 1971 durch den Pariser Kinderarzt und Humangenetiker Pierre Maroteaux (* 1926) und Mitarbeiter. Das beschriebene Krankheitsbild wird heute als Typ Maroteaux bezeichnet.

## Verbreitung
Die Häufigkeit wird mit unter 1 zu 1.000.000 angegeben, die Vererbung erfolgt autosomal-rezessiv.

## Ursache
Je nach zugrunde liegender Mutation und/oder klinischem Erscheinungsbild können folgende Typen unterschieden werden:
- AMDG (Typ Grebe), Synonym: Chondrodysplasie Typ Grebe, Manifestation im Neugeborenen, Mutationen im GDF5-Gen auf Chromosom 20 Genort q11.22[4]
- AMDH (Typ Hunter-Thompson), Synonym: Kleinwuchs, akromesomeler, Mutationen im gleichen Gen wie bei Typ Grebe sowie bei der Brachydaktylie Typ C[5]
- AMDM (Typ Maroteaux), mit Wirbelveränderungen, Mutationen im NPR2-Gen auf Chromosom 9 Genort p13.3[6]
- AMDD (Typ Demirhan), Mutationen im BMPR1B-Gen auf Chromosom 4 Genort q22.3[7]

## Klinische Erscheinungen
Gemeinsame klinische Kriterien sind:
- Disproportionierter Kleinwuchs, besonders kurze Unterarme, Hände, Unterschenkel und Füße
- Auffälligkeiten schon bei Geburt, im Verlauf zunehmend

## Diagnose
Die Diagnose basiert auf den klinischen und radiologischen Befunden und der genetischen Untersuchung.